# Куадрадо, Хосе Фернандо
Хосе́ Ферна́ндо Куадра́до Роме́ро (исп. José Fernando Cuadrado Romero; род. 1 июня 1985 года, Вальедупар) — колумбийский футболист, игравший на позиции вратаря. Участник чемпионата мира 2018 года в составе сборной Колумбии.

## Клубная карьера
Куадрадо — воспитанник клуба «Мильонариос». В 2005 году он дебютировал в Кубке Мустанга. В 2010 году Хосе перешёл в «Депортиво Кали». 28 февраля в матче против «Атлетико Хуниор» он дебютировал за новый клуб. По итогам сезона Хосе стал обладателем Кубка Колумбии. Кадрадо проиграл конкуренцию за место в основе уругвайцу Хуану Кастильо и в начале 2011 года присоединился к «Депортиво Пасто». 5 февраля в матче против «Вальедупара» он дебютировал в Примере B. 14 апреля в поединке против «Кортулуа» Куадрадо забил свой первый гол за «Депортиво Пасто», в дополнительное время реализовав пенальти. По итогам сезона Хосе помог команде выйти в элиту, проведя все игры без замен. 4 февраля 2012 года в матче против «Депортес Киндио» он дебютировал за команду на высшем уровне.
В начале 2013 года Куадрадо перешёл в «Онсе Кальдас». 23 февраля в матче против своего бывшего клуба «Мильонариос» он дебютировал за новый клуб.

## Международная карьера
14 ноября 2017 года в товарищеском матче против сборной Китая Куадрадо дебютировал за сборную Колумбии.
В 2018 году в Куадрадо принял участие в чемпионате мира 2018 года в России. На турнире он был запасным вратарём и на поле не вышел.

## Достижения
Командные
 «Депортиво Кали»
- Обладатель Кубка Колумбии — 2010